# Municipio de Colonia Nicolich
Nicolich es uno de los municipios del departamento de Canelones, Uruguay.

## Ubicación
Se encuentra localizado en la zona sur del departamento de Canelones, formando parte del Área Metropolitana de Montevideo. Limita al norte con los municipios de Barros Blancos y Pando; al este y sureste con el de Ciudad de la Costa; al sur con el municipio de Paso Carrasco; y al oeste con el departamento de Montevideo.

## Características
El municipio fue creado por ley 18.653 del 15 de marzo de 2010, y forma parte del departamento de Canelones. Su territorio comprende al distrito electoral CMK de ese departamento.
Según la intendencia de Canelones, el municipio contaba con una población de 14.686 habitantes, lo que representa el 2.8% de la población departamental.
El 6 de noviembre de 2018 la Junta Departamental de Canelones por decreto 0010/018 extendió los límites del Municipio Nicolich (enlace roto disponible en Internet Archive; véase el historial, la primera versión y la última).:
"AL NORTE: Camino Los Aromos desde Arroyo Toledo hasta Ruta 101, Ruta 101 desde camino Los Aromos hasta camino de Los Horneros.
AL ESTE: Camino de Los Horneros desde Ruta 101 hasta Ruta Interbalnearia.
AL SUR: Ruta Interbalnearia desde camino de Los Horneros hasta Ruta 101, Ruta 101 hasta límite norte de los padrones del Aeropuerto Internacional de Carrasco, límite norte de los padrones del Aeropuerto Internacional de Carrasco hasta límite oeste de los padrones del Aeropuerto Internacional de Carrasco, límite oeste de los padrones del Aeropuerto Internacional de Carrasco hasta bañados del arroyo de Carrasco, bañados del arroyo Carrasco hasta su encuentro con el arroyo Toledo.
AL OESTE: Arroyo Toledo desde bañados de Carrasco hasta camino de Los Aromos".

## Localidades
Las localidades y zonas incluidas en este municipio son:
- General Líber Seregni
- Villa Aeroparque
- Colinas de Carrasco
- Altos de la Tahona
- Santa Teresita
- Villa El Tato
- Carmel
- La Asunción
- Haras del Lago
- Quintas del Bosque

## Autoridades
Las autoridades del municipio son el alcalde y cuatro concejales.
| Nº | Alcalde      | Partido       | Inicio del mandato | Fin del mandato | Observaciones    |
| -- | ------------ | ------------- | ------------------ | --------------- | ---------------- |
| 1  | Rubén Moreno | Frente Amplio | 2010               | julio de 2015   | Alcalde electo   |
| 1  | Rubén Moreno | Frente Amplio | julio de 2015      | 2020            | Alcalde reelecto |
| 2  | Liber Moreno | Frente Amplio | Noviembre de 2020  | Julio de 2025   | Alcalde electo   |

Concejales período 2015-2020: Norma Echenique (FA), Bibian Retamoza (FA), Hebert Madera (FA) y  Raúl Alzamendi (PN).
Concejales período 2020-2025: Patricia Benero (FA), Javier Méndez (FA), Graciela Echeverría (FA) y Vanesa Suárez (PN).